# Gårdstensberget, Göteborg

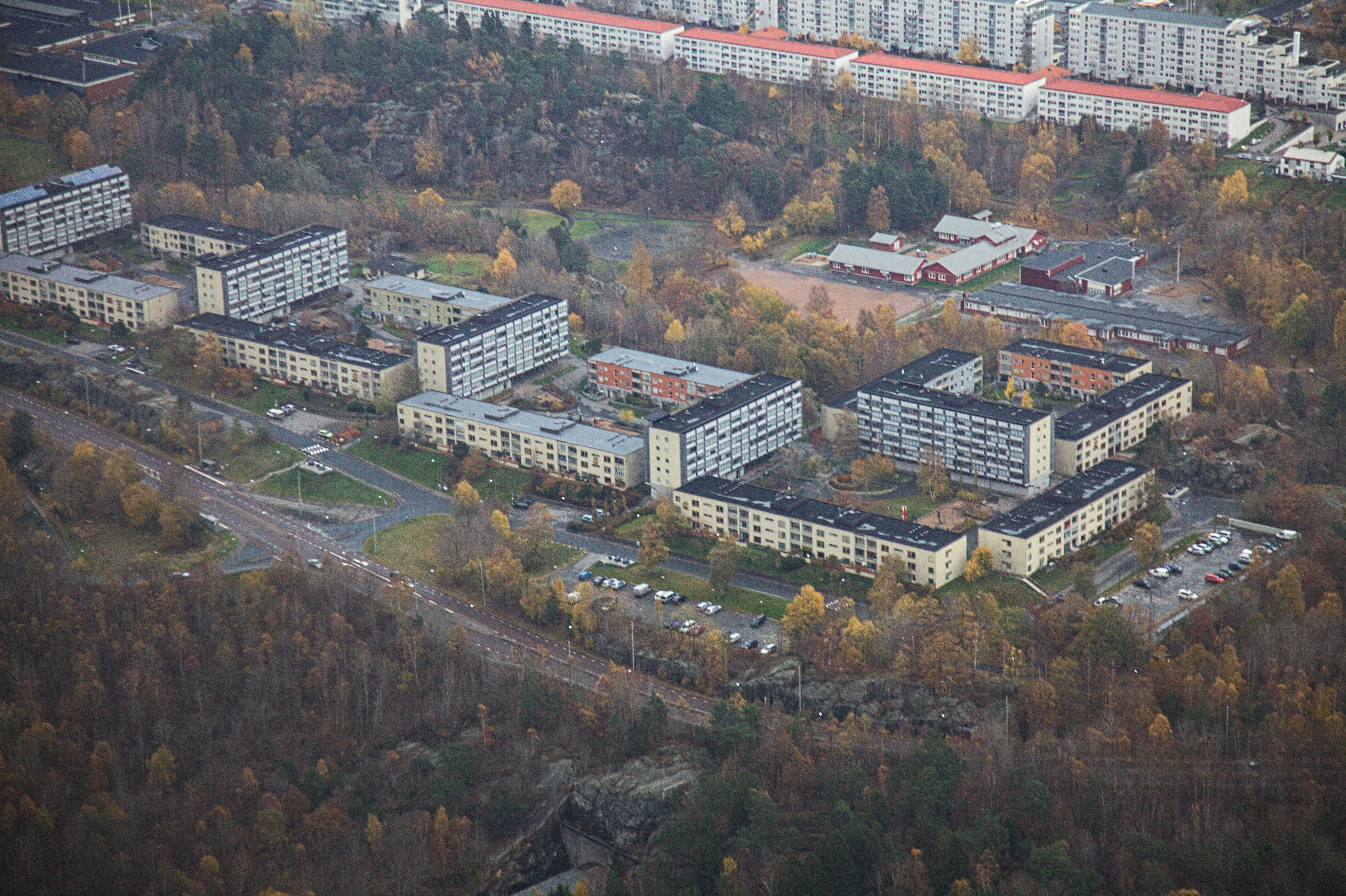
Helikopterbild över södra Gårdsten på Gårdstensberget.

Gårdstensberget är ett primärområde i stadsområde Nordost i Göteborgs kommun och med samma omfattning som stadsdelen Gårdsten i nordöstra Göteborg.

## Nyckeltal

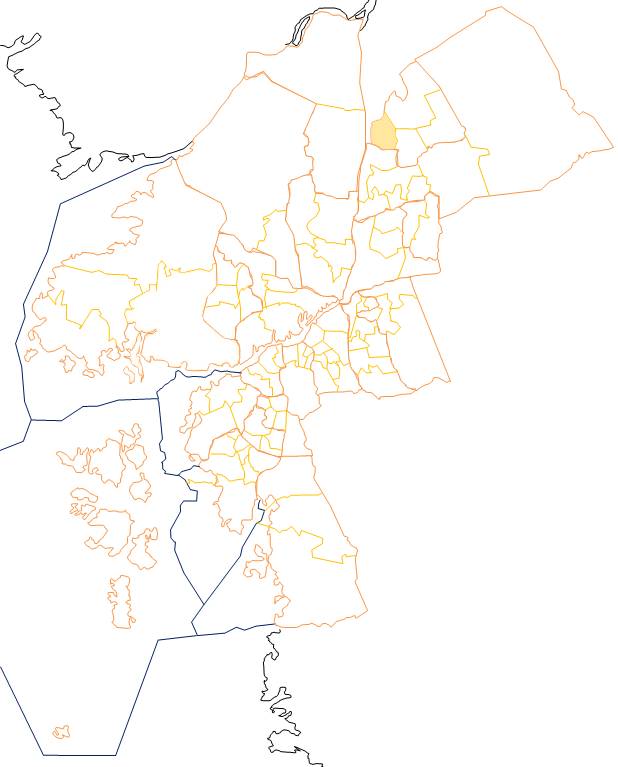
Gårdstensberget

Nyckeltalen redovisar statistik som beskriver Göteborg och dess 96 delområden, primärområden, per den 31 december och kan användas för att jämföra de olika områdena. Nedan redovisas uppgifter för primärområdet och jämförelse görs mot uppgifterna för hela kommunen.
|                                                           | Gårdstensberget | Hela Göteborg |
| --------------------------------------------------------- | --------------- | ------------- |
| Folkmängd                                                 | 9 709           | 587 549       |
| Befolkningsförändring 2020–2021                           | +200            | +4 493        |
| Andel födda i utlandet                                    | 65,2 %          | 28,3 %        |
| Andel utrikes födda eller med två utrikes födda föräldrar | 89,3 %          | 38,1 %        |
| Medelinkomst                                              | 225 500 kr      | 332 400 kr    |
| Arbetslöshet                                              | 13,5 %          | 6,6 %         |
| Antal ersatta dagar från F-kassan per person (16-64 år)   | 18,2            | 19,5          |
| Andel med eftergymnasial utbildning (minst 3 år)          | 15,3 %          | 37,9 %        |
| Andel bostäder byggda 1971–1980                           | 58,9 %          |               |
| Andel bostäder i allmännyttan                             | 77,0 %          | 25,9 %        |
| Antal färdigställda bostäder 2021                         | 184             |               |
| Andel bostäder i småhus                                   | 9,5 %           | 18,3 %        |

## Stadsområdes- och stadsdelsnämndstillhörighet
Primärområdet tillhörde fram till årsskiftet 2020/2021 stadsdelsnämndsområdet Angered och ingår sedan den 1 januari 2021 i stadsområde Nordost.